# Magra
Magra je řeka protékající italskými kraji Toskánsko a Ligurie. Je dlouhá 70 km a její povodí pokrývá plochu 1 686 km².
Pramení v Severních Apeninách nedaleko vrcholu Monte Borgognone. Protéká městy Pontremoli, Aulla, Santo Stefano di Magra, Arcola a Sarzana. Nejvýznamnějším přítokem je Vara. Východně od přístavu La Spezia se vlévá do Ligurského moře. Průměrný roční průtok v ústí řeky je 40 m³/s.
Úrodné údolí řeky je důležitou vinařskou oblastí. Na dolním toku byl v roce 1995 vyhlášen Regionální přírodní park Montemarcello-Magra-Vara, známý porosty cistu vlnatého a orobince a hojností vodního ptactva (kormorán velký, turpan hnědý, volavka popelavá a ledňáček říční). V řece žije štika obecná, perlín ostrobřichý, okoun říční a ostroretka italská.
V antice se nazývala Macra a vedla podél ní cesta Via Aemilia Scauri. Dante Alighieri řeku zmiňuje ve své Božské komedii. V době druhé italské války za nezávislost byla podle řeky pojmenována dobrovolnická jednotka Cacciatori della Magra.
V říjnu 2011 se Magra rozvodnila a způsobila značné materiální škody. Nedaleko vesnice Caprigliola došlo 8. dubna 2020 dopoledne ke zhroucení mostu přes řeku. Vzhledem k pandemickým opatřením byl v té době minimální provoz a nedošlo proto k obětem na životech.